# مقاطعة فان ويرت (أوهايو)
مقاطعة فان ورت (بالإنجليزية: Van Wert County)‏ هي إحدى مقاطعات ولاية أوهايو في الولايات المتحدة الأمريكية.